# Formula 1 – sezona 1975.
| FIA Svjetsko automobilističko prvenstvo 1975. | FIA Svjetsko automobilističko prvenstvo 1975. |
|                                               | Prvak                                         |
| --------------------------------------------- | --------------------------------------------- |
| Vozač                                         | Niki Lauda (Ferrari)                          |
| Konstruktor                                   | Ferrari                                       |
| Prethodna sezona                              | Sljedeća sezona                               |
| 1974.                                         | 1976.                                         |
| Europska Formula 2 – sezona 1975.             |                                               |

Formula 1 - sezona 1975. je bila 26. sezona u prvenstvu Formule 1. Vozilo se 14 utrka u periodu od 12. siječnja do 5. listopada 1975. godine, a prvak je postao Niki Lauda u Ferrariju. Ovo je bila prva sezona u Formuli 1 za Alana Jonesa.

## Sažetak sezone
Niki Lauda osvojio je prvi naslov svjetskog prvaka u Formuli 1. Branitelj naslova Brazilac Emerson Fittipaldi, s dvije pobjede bio je doprvak ove godine. Na kraju sezone napustio je McLaren, te otišao u Copersucar-Fittipaldi - momčad svog brata Wilsona Fittipaldija. Na njegovo mjesto u McLaren za 1976. doveden je James Hunt koji je ove sezone upisao prvu pobjedu na Zandvoortu na VN Nizozemske.
Jedine pobjede u svojoj karijeri u Formuli 1 ostvarili su Nijemac Jochen Mass na Montjuïcu na VN Španjolske, te Talijan Vittorio Brambilla na Österreichringu na VN Austrije. Obje utrke nisu se odvozile do kraja, te su podijeljeni polovični bodovi. Na Montjuïcu utrka je prekinuta nakon što je bolid Rolfa Stommelena preletio ogradu te usmrtio pet gledatelja. Na Österreichringu utrka je prekinuta zbog obilne kiše. Na istoj utrci u kvalifikacijama poginuo je Amerikanac Mark Donohue, pobjednik 500 milja Indianapolisa 1972. Također, jedinu pobjedu u Formuli 1 ostvario je Carlos Pace na Interlagosu na VN Brazila.
Graham Hill - svjetski prvak iz 1962. i 1968., te otac Damona Hilla, kao i Tony Brise - vozač koji je vozio za Hillovu momčad ove sezone, poginuli su u padu privatnog aviona 29. studenog. 
Alan Jones, svjetski prvak iz 1980. debitirao je ove sezone na VN Španjolske.

## Vozači i konstruktori
| Konstruktor     | Momčad / Sudionik                                | Šasija                                          | Motor                                      | Gume | Br. | Vozač                 | Utrke          |
| --------------- | ------------------------------------------------ | ----------------------------------------------- | ------------------------------------------ | ---- | --- | --------------------- | -------------- |
| McLaren-Ford    | Marlboro Team McLaren                            | McLaren M23                                     | Ford Cosworth DFV 3.0 V8                   | G    | 1   | Emerson Fittipaldi    | Sve            |
| McLaren-Ford    | Marlboro Team McLaren                            | McLaren M23                                     | Ford Cosworth DFV 3.0 V8                   | G    | 2   | Jochen Mass           | Sve            |
| McLaren-Ford    | Lucky Strike Racing                              | McLaren M23                                     | Ford Cosworth DFV 3.0 V8                   | G    | 31  | Dave Charlton         | 3              |
| Tyrrell-Ford    | Elf Team Tyrrell                                 | Tyrrell 007                                     | Ford Cosworth DFV 3.0 V8                   | G    | 3   | Jody Scheckter        | Sve            |
| Tyrrell-Ford    | Elf Team Tyrrell                                 | Tyrrell 007                                     | Ford Cosworth DFV 3.0 V8                   | G    | 4   | Patrick Depailler     | Sve            |
| Tyrrell-Ford    | Elf Team Tyrrell                                 | Tyrrell 007                                     | Ford Cosworth DFV 3.0 V8                   | G    | 15  | Jean-Pierre Jabouille | 9              |
| Tyrrell-Ford    | Elf Team Tyrrell                                 | Tyrrell 007                                     | Ford Cosworth DFV 3.0 V8                   | G    | 15  | Michel Leclère        | 14             |
| Tyrrell-Ford    | Lexington Racing                                 | Tyrrell 007                                     | Ford Cosworth DFV 3.0 V8                   | G    | 32  | Ian Scheckter         | 3              |
| Lotus-Ford      | John Player Team Lotus                           | Lotus 72E                                       | Ford Cosworth DFV 3.0 V8                   | G    | 5   | Ronnie Peterson       | Sve            |
| Lotus-Ford      | John Player Team Lotus                           | Lotus 72E                                       | Ford Cosworth DFV 3.0 V8                   | G    | 6   | Jacky Ickx            | 1–9            |
| Lotus-Ford      | John Player Team Lotus                           | Lotus 72E                                       | Ford Cosworth DFV 3.0 V8                   | G    | 6   | Jim Crawford          | 10, 13         |
| Lotus-Ford      | John Player Team Lotus                           | Lotus 72E                                       | Ford Cosworth DFV 3.0 V8                   | G    | 6   | John Watson           | 11             |
| Lotus-Ford      | John Player Team Lotus                           | Lotus 72E                                       | Ford Cosworth DFV 3.0 V8                   | G    | 6   | Brian Henton          | 12, 14         |
| Lotus-Ford      | John Player Team Lotus                           | Lotus 72E                                       | Ford Cosworth DFV 3.0 V8                   | G    | 15  | Brian Henton          | 10             |
| Lotus-Ford      | Team Gunston                                     | Lotus 72D                                       | Ford Cosworth DFV 3.0 V8                   | G    | 33  | Eddie Keizan          | 3              |
| Lotus-Ford      | Team Gunston                                     | Lotus 72D                                       | Ford Cosworth DFV 3.0 V8                   | G    | 34  | Guy Tunmer            | 3              |
| Brabham-Ford    | Martini Racing                                   | Brabham BT44B                                   | Ford Cosworth DFV 3.0 V8                   | G    | 7   | Carlos Reutemann      | Sve            |
| Brabham-Ford    | Martini Racing                                   | Brabham BT44B                                   | Ford Cosworth DFV 3.0 V8                   | G    | 8   | Carlos Pace           | Sve            |
| March-Ford      | Beta Team March Lavazza March                    | March 741 March 751                             | Ford Cosworth DFV 3.0 V8                   | G    | 9   | Vittorio Brambilla    | Sve            |
| March-Ford      | Beta Team March Lavazza March                    | March 741 March 751                             | Ford Cosworth DFV 3.0 V8                   | G    | 10  | Lella Lombardi        | 3–9            |
| March-Ford      | Beta Team March Lavazza March                    | March 741 March 751                             | Ford Cosworth DFV 3.0 V8                   | G    | 10  | Hans-Joachim Stuck    | 10–14          |
| March-Ford      | Beta Team March Lavazza March                    | March 741 March 751                             | Ford Cosworth DFV 3.0 V8                   | G    | 29  | Lella Lombardi        | 10–13          |
| March-Ford      | Penske Cars                                      | March 751                                       | Ford Cosworth DFV 3.0 V8                   | G    | 28  | Mark Donohue          | 10–12          |
| Ferrari         | Scuderia Ferrari SpA SEFAC                       | Ferrari 312B3-74 Ferrari 312T                   | Ferrari 001/11 3.0 F12 Ferrari 015 3.0 F12 | G    | 11  | Clay Regazzoni        | Sve            |
| Ferrari         | Scuderia Ferrari SpA SEFAC                       | Ferrari 312B3-74 Ferrari 312T                   | Ferrari 001/11 3.0 F12 Ferrari 015 3.0 F12 | G    | 12  | Niki Lauda            | Sve            |
| BRM             | Stanley BRM                                      | BRM P201                                        | BRM P200 3.0 V12                           | G    | 14  | Mike Wilds            | 1–2            |
| BRM             | Stanley BRM                                      | BRM P201                                        | BRM P200 3.0 V12                           | G    | 14  | Bob Evans             | 3–9, 12–13     |
| Shadow-Ford     | UOP Shadow Racing Team                           | Shadow DN3B Shadow DN5                          | Ford Cosworth DFV 3.0 V8                   | G    | 16  | Tom Pryce             | Sve            |
| Shadow-Ford     | UOP Shadow Racing Team                           | Shadow DN3B Shadow DN5                          | Ford Cosworth DFV 3.0 V8                   | G    | 17  | Jean-Pierre Jarier    | 1–11, 14       |
| Shadow-Matra    | UOP Shadow Racing Team                           | Shadow DN7                                      | Matra MS73 3.0 V12                         | G    | 17  | Jean-Pierre Jarier    | 12–13          |
| Surtees-Ford    | Team Surtees National Organs Team Surtees        | Surtees TS16                                    | Ford Cosworth DFV 3.0 V8                   | G    | 18  | John Watson           | 1–10, 12       |
| Surtees-Ford    | Team Surtees National Organs Team Surtees        | Surtees TS16                                    | Ford Cosworth DFV 3.0 V8                   | G    | 19  | Dave Morgan           | 10             |
| Williams-Ford   | Frank Williams Racing Cars                       | Williams FW Williams FW04                       | Ford Cosworth DFV 3.0 V8                   | G    | 20  | Arturo Merzario       | 1–6            |
| Williams-Ford   | Frank Williams Racing Cars                       | Williams FW Williams FW04                       | Ford Cosworth DFV 3.0 V8                   | G    | 20  | Damien Magee          | 7              |
| Williams-Ford   | Frank Williams Racing Cars                       | Williams FW Williams FW04                       | Ford Cosworth DFV 3.0 V8                   | G    | 20  | Ian Scheckter         | 8              |
| Williams-Ford   | Frank Williams Racing Cars                       | Williams FW Williams FW04                       | Ford Cosworth DFV 3.0 V8                   | G    | 20  | François Migault      | 9              |
| Williams-Ford   | Frank Williams Racing Cars                       | Williams FW Williams FW04                       | Ford Cosworth DFV 3.0 V8                   | G    | 20  | Ian Ashley            | 11             |
| Williams-Ford   | Frank Williams Racing Cars                       | Williams FW Williams FW04                       | Ford Cosworth DFV 3.0 V8                   | G    | 20  | Jo Vonlanthen         | 12             |
| Williams-Ford   | Frank Williams Racing Cars                       | Williams FW Williams FW04                       | Ford Cosworth DFV 3.0 V8                   | G    | 20  | Renzo Zorzi           | 13             |
| Williams-Ford   | Frank Williams Racing Cars                       | Williams FW Williams FW04                       | Ford Cosworth DFV 3.0 V8                   | G    | 20  | Lella Lombardi        | 14             |
| Williams-Ford   | Frank Williams Racing Cars                       | Williams FW Williams FW04                       | Ford Cosworth DFV 3.0 V8                   | G    | 21  | Ian Scheckter         | 7              |
| Williams-Ford   | Frank Williams Racing Cars                       | Williams FW Williams FW04                       | Ford Cosworth DFV 3.0 V8                   | G    | 21  | Jacques Laffite       | 1–3, 5–6, 8–14 |
| Williams-Ford   | Frank Williams Racing Cars                       | Williams FW Williams FW04                       | Ford Cosworth DFV 3.0 V8                   | G    | 21  | Tony Brise            | 4              |
| Lola-Ford       | Embassy Racing with Graham Hill                  | Lola T370 Lola T371                             | Ford Cosworth DFV 3.0 V8                   | G    | 22  | Graham Hill           | 1–3, 5         |
| Lola-Ford       | Embassy Racing with Graham Hill                  | Lola T370 Lola T371                             | Ford Cosworth DFV 3.0 V8                   | G    | 23  | Rolf Stommelen        | 1–3            |
| Hill-Ford       | Embassy Racing with Graham Hill                  | Hill GH1                                        | Ford Cosworth DFV 3.0 V8                   | G    | 22  | Rolf Stommelen        | 4, 12–13       |
| Hill-Ford       | Embassy Racing with Graham Hill                  | Hill GH1                                        | Ford Cosworth DFV 3.0 V8                   | G    | 22  | François Migault      | 6              |
| Hill-Ford       | Embassy Racing with Graham Hill                  | Hill GH1                                        | Ford Cosworth DFV 3.0 V8                   | G    | 22  | Vern Schuppan         | 7              |
| Hill-Ford       | Embassy Racing with Graham Hill                  | Hill GH1                                        | Ford Cosworth DFV 3.0 V8                   | G    | 22  | Alan Jones            | 8–11           |
| Hill-Ford       | Embassy Racing with Graham Hill                  | Hill GH1                                        | Ford Cosworth DFV 3.0 V8                   | G    | 23  | François Migault      | 4              |
| Hill-Ford       | Embassy Racing with Graham Hill                  | Hill GH1                                        | Ford Cosworth DFV 3.0 V8                   | G    | 23  | Graham Hill           | 5              |
| Hill-Ford       | Embassy Racing with Graham Hill                  | Hill GH1                                        | Ford Cosworth DFV 3.0 V8                   | G    | 23  | Tony Brise            | 6–14           |
| Hesketh-Ford    | Hesketh Racing Warsteiner Brewery Polar Caravans | Hesketh 308 Hesketh 308B Hesketh 308C           | Ford Cosworth DFV 3.0 V8                   | G    | 24  | James Hunt            | Sve            |
| Hesketh-Ford    | Hesketh Racing Warsteiner Brewery Polar Caravans | Hesketh 308 Hesketh 308B Hesketh 308C           | Ford Cosworth DFV 3.0 V8                   | G    | 25  | Torsten Palm          | 5              |
| Hesketh-Ford    | Hesketh Racing Warsteiner Brewery Polar Caravans | Hesketh 308 Hesketh 308B Hesketh 308C           | Ford Cosworth DFV 3.0 V8                   | G    | 25  | Harald Ertl           | 11             |
| Hesketh-Ford    | Hesketh Racing Warsteiner Brewery Polar Caravans | Hesketh 308 Hesketh 308B Hesketh 308C           | Ford Cosworth DFV 3.0 V8                   | G    | 25  | Brett Lunger          | 12–14          |
| Hesketh-Ford    | Hesketh Racing Warsteiner Brewery Polar Caravans | Hesketh 308 Hesketh 308B Hesketh 308C           | Ford Cosworth DFV 3.0 V8                   | G    | 32  | Torsten Palm          | 7              |
| Hesketh-Ford    | Hesketh Racing Warsteiner Brewery Polar Caravans | Hesketh 308 Hesketh 308B Hesketh 308C           | Ford Cosworth DFV 3.0 V8                   | G    | 32  | Harald Ertl           | 12             |
| Hesketh-Ford    | Hesketh Racing Warsteiner Brewery Polar Caravans | Hesketh 308 Hesketh 308B Hesketh 308C           | Ford Cosworth DFV 3.0 V8                   | G    | 34  | Harald Ertl           | 13             |
| Hesketh-Ford    | Custom Made Harry Stiller Racing                 | Hesketh 308B                                    | Ford Cosworth DFV 3.0 V8                   | G    | 25  | Alan Jones            | 4              |
| Hesketh-Ford    | Custom Made Harry Stiller Racing                 | Hesketh 308B                                    | Ford Cosworth DFV 3.0 V8                   | G    | 26  | Alan Jones            | 5–7            |
| Parnelli-Ford   | Vel's Parnelli Jones Racing                      | Parnelli VPJ4                                   | Ford Cosworth DFV 3.0 V8                   | F G  | 27  | Mario Andretti        | 1–5, 7, 9–14   |
| Penske-Ford     | Penske Cars                                      | Penske PC1                                      | Ford Cosworth DFV 3.0 V8                   | G    | 28  | Mark Donohue          | 1–9            |
| Penske-Ford     | Penske Cars                                      | Penske PC1                                      | Ford Cosworth DFV 3.0 V8                   | G    | 28  | John Watson           | 14             |
| Fittipaldi-Ford | Copersucar-Fittipaldi                            | Fittipaldi FD01 Fittipaldi FD02 Fittipaldi FD03 | Ford Cosworth DFV 3.0 V8                   | G    | 30  | Wilson Fittipaldi     | 1–12, 14       |
| Fittipaldi-Ford | Copersucar-Fittipaldi                            | Fittipaldi FD01 Fittipaldi FD02 Fittipaldi FD03 | Ford Cosworth DFV 3.0 V8                   | G    | 30  | Arturo Merzario       | 13             |
| Ensign-Ford     | HB Bewaking Team Ensign                          | Ensign N174 Ensign N175                         | Ford Cosworth DFV 3.0 V8                   | G    | 31  | Roelof Wunderink      | 4–5, 10, 13–14 |
| Ensign-Ford     | HB Bewaking Team Ensign                          | Ensign N174 Ensign N175                         | Ford Cosworth DFV 3.0 V8                   | G    | 31  | Gijs van Lennep       | 8–9, 11        |
| Ensign-Ford     | HB Bewaking Team Ensign                          | Ensign N174 Ensign N175                         | Ford Cosworth DFV 3.0 V8                   | G    | 31  | Chris Amon            | 12             |
| Ensign-Ford     | HB Bewaking Team Ensign                          | Ensign N174 Ensign N175                         | Ford Cosworth DFV 3.0 V8                   | G    | 32  | Chris Amon            | 13             |
| Ensign-Ford     | HB Bewaking Team Ensign                          | Ensign N174 Ensign N175                         | Ford Cosworth DFV 3.0 V8                   | G    | 33  | Roelof Wunderink      | 12             |
| Lyncar-Ford     | Pinch Plant Ltd                                  | Lyncar 006                                      | Ford Cosworth DFV 3.0 V8                   | G    | 32  | John Nicholson        | 10             |
| Maki-Ford       | Maki Engineering                                 | Maki F101B                                      | Ford Cosworth DFV 3.0 V8                   | G    | 35  | Hiroshi Fushida       | 8, 10          |
| Maki-Ford       | Maki Engineering                                 | Maki F101B                                      | Ford Cosworth DFV 3.0 V8                   | G    | 35  | Tony Trimmer          | 11–13          |

## Kalendar
| Rd | Datum        | Velika nagrada   | Staza          | Prvo startno mjesto | Pobjednik vozač    | Pobjednik konstruktor |
| -- | ------------ | ---------------- | -------------- | ------------------- | ------------------ | --------------------- |
| 1  | 12. siječnja | Argentina        | Buenos Aires   | Jean-Pierre Jarier  | Emerson Fittipaldi | McLaren-Ford          |
| 2  | 26. siječnja | Brazil           | Interlagos     | Jean-Pierre Jarier  | Carlos Pace        | Brabham-Ford          |
| 3  | 1. ožujka    | Južna Afrika     | Kyalami        | Carlos Pace         | Jody Scheckter     | Tyrrell-Ford          |
| 4  | 27. travnja  | Španjolska       | Montjuïc       | Niki Lauda          | Jochen Mass        | McLaren-Ford          |
| 5  | 11. svibnja  | Monako           | Monaco         | Niki Lauda          | Niki Lauda         | Ferrari               |
| 6  | 21. svibnja  | Belgija          | Zolder         | Niki Lauda          | Niki Lauda         | Ferrari               |
| 7  | 8. lipnja    | Švedska          | Anderstorp     | Vittorio Brambilla  | Niki Lauda         | Ferrari               |
| 8  | 22. lipnja   | Nizozemska       | Zandvoort      | Niki Lauda          | James Hunt         | McLaren-Ford          |
| 9  | 6. srpnja    | Francuska        | Le Castellet   | Niki Lauda          | Niki Lauda         | Ferrari               |
| 10 | 19. srpnja   | Velika Britanija | Silverstone    | Tom Pryce           | Emerson Fittipaldi | McLaren-Ford          |
| 11 | 7. kolovoza  | Njemačka         | Nürburgring    | Niki Lauda          | Carlos Reutemann   | Brabham-Ford          |
| 12 | 17. kolovoza | Austrija         | Österreichring | Niki Lauda          | Vittorio Brambilla | March-Ford            |
| 13 | 7. rujna     | Italija          | Monza          | Niki Lauda          | Clay Regazzoni     | Ferrari               |
| 14 | 5. listopada | SAD              | Watkins Glen   | Niki Lauda          | Niki Lauda         | Ferrari               |

## Sistem bodovanja
Sistem bodovanja u Formuli 1
| Mjesto | 1. | 2. | 3. | 4. | 5. | 6. |
| Bodovi | 9  | 6  | 4  | 3  | 2  | 1  |

- Samo 6 najboljih rezultata u prvih 7 utrka i 6 najboljih rezultata u posljednjih 7 utrka su se računali za prvenstvo vozača.
- Samo 6 najboljih rezultata u prvih 7 utrka i 6 najboljih rezultata u posljednjih 7 utrka su se računali za prvenstvo konstruktora.
- Ako je više bolida jednog konstruktora završilo utrku u bodovima, samo najbolje plasirani bolid osvajao je konstruktorske bodove.

## Rezultati utrka
| Poz. | Br. | Vozač              | Konstruktor  | Vrijeme            | Grid | Bodovi |
| ---- | --- | ------------------ | ------------ | ------------------ | ---- | ------ |
| 1.   | 1   | Emerson Fittipaldi | McLaren-Ford | 1 h 39 min 26,29 s | 4.   | 9      |
| 2.   | 24  | James Hunt         | Hesketh-Ford | + 5,91 s           | 5.   | 6      |
| 3.   | 7   | Carlos Reutemann   | Brabham-Ford | + 17,06 s          | 2.   | 4      |
| 4.   | 11  | Clay Regazzoni     | Ferrari      | + 35,79 s          | 6.   | 3      |
| 5.   | 4   | Patrick Depailler  | Tyrrell-Ford | + 54,25 s          | 7.   | 2      |
| 6.   | 12  | Niki Lauda         | Ferrari      | + 1 min 19,65 s    | 3.   | 1      |

| Poz. | Br. | Vozač              | Konstruktor  | Vrijeme            | Grid | Bodovi |
| ---- | --- | ------------------ | ------------ | ------------------ | ---- | ------ |
| 1.   | 8   | Carlos Pace        | Brabham-Ford | 1 h 44 min 41,17 s | 5.   | 9      |
| 2.   | 1   | Emerson Fittipaldi | McLaren-Ford | + 5,79 s           | 2.   | 6      |
| 3.   | 2   | Jochen Mass        | McLaren-Ford | + 36,66 s          | 10.  | 4      |
| 4.   | 11  | Clay Regazzoni     | Ferrari      | + 43,28 s          | 5.   | 3      |
| 5.   | 12  | Niki Lauda         | Ferrari      | + 1 min 1,88 s     | 4.   | 2      |
| 6.   | 24  | James Hunt         | Hesketh-Ford | + 1 min 19,65 s    | 7.   | 1      |

| Poz. | Br. | Vozač             | Konstruktor  | Vrijeme            | Grid | Bodovi |
| ---- | --- | ----------------- | ------------ | ------------------ | ---- | ------ |
| 1.   | 3   | Jody Scheckter    | Tyrrell-Ford | 1 h 43 min 16,90 s | 3.   | 9      |
| 2.   | 7   | Carlos Reutemann  | Brabham-Ford | + 3,74 s           | 2.   | 6      |
| 3.   | 4   | Patrick Depailler | Tyrrell-Ford | + 16,92 s          | 5.   | 4      |
| 4.   | 8   | Carlos Pace       | Brabham-Ford | + 17,31 s          | 1.   | 3      |
| 5.   | 12  | Niki Lauda        | Ferrari      | + 28,64 s          | 4.   | 2      |
| 6.   | 2   | Jochen Mass       | McLaren-Ford | + 1 min 3,34 s     | 16.  | 1      |

| Poz. | Br. | Vozač              | Konstruktor  | Vrijeme       | Grid | Bodovi |
| ---- | --- | ------------------ | ------------ | ------------- | ---- | ------ |
| 1.   | 2   | Jochen Mass        | McLaren-Ford | 42 min 53,7 s | 11.  | 4,5    |
| 2.   | 6   | Jacky Ickx         | Lotus-Ford   | + 1,1 s       | 16.  | 3      |
| 3.   | 7   | Carlos Reutemann   | Brabham-Ford | + 1 krug      | 15.  | 2      |
| 4.   | 17  | Jean-Pierre Jarier | Shadow-Ford  | + 1 krug      | 10.  | 1,5    |
| 5.   | 9   | Vittorio Brambilla | March-Ford   | + 1 krug      | 5.   | 1      |
| 6.   | 10  | Lella Lombardi     | March-Ford   | + 2 kruga     | 24.  | 0,5    |

| Poz. | Br. | Vozač              | Konstruktor  | Vrijeme           | Grid | Bodovi |
| ---- | --- | ------------------ | ------------ | ----------------- | ---- | ------ |
| 1.   | 12  | Niki Lauda         | Ferrari      | 2 h 1 min 21,31 s | 1.   | 9      |
| 2.   | 1   | Emerson Fittipaldi | McLaren-Ford | + 2,78 s          | 9.   | 6      |
| 3.   | 8   | Carlos Pace        | Brabham-Ford | + 17,81 s         | 8.   | 4      |
| 4.   | 5   | Ronnie Peterson    | Lotus-Ford   | + 38,45 s         | 4.   | 3      |
| 5.   | 4   | Patrick Depailler  | Tyrrell-Ford | + 40,86 s         | 12.  | 2      |
| 6.   | 2   | Jochen Mass        | McLaren-Ford | + 42,07 s         | 15.  | 1      |

| Poz. | Br. | Vozač             | Konstruktor  | Vrijeme            | Grid | Bodovi |
| ---- | --- | ----------------- | ------------ | ------------------ | ---- | ------ |
| 1.   | 12  | Niki Lauda        | Ferrari      | 1 h 43 min 53,98 s | 1.   | 9      |
| 2.   | 3   | Jody Scheckter    | Tyrrell-Ford | + 19,22 s          | 9.   | 6      |
| 3.   | 7   | Carlos Reutemann  | Brabham-Ford | + 41,82 s          | 6.   | 4      |
| 4.   | 4   | Patrick Depailler | Tyrrell-Ford | + 1 min 0,08 s     | 12.  | 3      |
| 5.   | 11  | Clay Regazzoni    | Ferrari      | + 1 min 3,86 s     | 4.   | 2      |
| 6.   | 16  | Tom Pryce         | Shadow-Ford  | + 1 min 28,45 s    | 5.   | 1      |

| Poz. | Br. | Vozač            | Konstruktor   | Vrijeme             | Grid | Bodovi |
| ---- | --- | ---------------- | ------------- | ------------------- | ---- | ------ |
| 1.   | 12  | Niki Lauda       | Ferrari       | 1 h 59 min 18,319 s | 5.   | 9      |
| 2.   | 7   | Carlos Reutemann | Brabham-Ford  | + 6,288 s           | 4.   | 6      |
| 3.   | 11  | Clay Regazzoni   | Ferrari       | + 29,095 s          | 12.  | 4      |
| 4.   | 27  | Mario Andretti   | Parnelli-Ford | + 44,380 s          | 15.  | 3      |
| 5.   | 28  | Mark Donohue     | Penske-Ford   | + 1 min 30,763 s    | 16.  | 2      |
| 6.   | 23  | Tony Brise       | Hill-Ford     | + 1 krug            | 17.  | 1      |

| Poz. | Br. | Vozač            | Konstruktor  | Vrijeme            | Grid | Bodovi |
| ---- | --- | ---------------- | ------------ | ------------------ | ---- | ------ |
| 1.   | 24  | James Hunt       | Hesketh-Ford | 1 h 46 min 57,40 s | 3.   | 9      |
| 2.   | 12  | Niki Lauda       | Ferrari      | + 1,06 s           | 1.   | 6      |
| 3.   | 11  | Clay Regazzoni   | Ferrari      | + 55,06 s          | 2.   | 4      |
| 4.   | 7   | Carlos Reutemann | Brabham-Ford | + 1 krug           | 5.   | 3      |
| 5.   | 8   | Carlos Pace      | Brabham-Ford | + 1 krug           | 9.   | 2      |
| 6.   | 16  | Tom Pryce        | Shadow-Ford  | + 1 krug           | 12.  | 1      |

| Poz. | Br. | Vozač              | Konstruktor   | Vrijeme            | Grid | Bodovi |
| ---- | --- | ------------------ | ------------- | ------------------ | ---- | ------ |
| 1.   | 12  | Niki Lauda         | Ferrari       | 1 h 40 min 18,84 s | 1.   | 9      |
| 2.   | 24  | James Hunt         | Hesketh-Ford  | + 1,59 s           | 3.   | 6      |
| 3.   | 2   | Jochen Mass        | McLaren-Ford  | + 2,31 s           | 7.   | 4      |
| 4.   | 1   | Emerson Fittipaldi | McLaren-Ford  | + 39,77 s          | 10.  | 3      |
| 5.   | 27  | Mario Andretti     | Parnelli-Ford | + 1 min 2,08 s     | 15.  | 2      |
| 6.   | 4   | Patrick Depailler  | Tyrrell-Ford  | + 1 min 7,40 s     | 13.  | 1      |

| Poz. | Br. | Vozač              | Konstruktor  | Vrijeme          | Grid | Bodovi |
| ---- | --- | ------------------ | ------------ | ---------------- | ---- | ------ |
| 1.   | 1   | Emerson Fittipaldi | McLaren-Ford | 1 h 22 min 5,0 s | 7.   | 9      |
| 2.   | 8   | Carlos Pace        | Brabham-Ford | + 1 krug         | 2.   | 6      |
| 3.   | 3   | Jody Scheckter     | Tyrrell-Ford | + 1 krug         | 6.   | 4      |
| 4.   | 24  | James Hunt         | Hesketh-Ford | + 1 krug         | 9.   | 3      |
| 5.   | 28  | Mark Donohue       | March-Ford   | + 1 krug         | 15.  | 2      |
| 6.   | 9   | Vittorio Brambilla | March-Ford   | + 1 krug         | 5.   | 1      |

| Poz. | Br. | Vozač            | Konstruktor   | Vrijeme           | Grid | Bodovi |
| ---- | --- | ---------------- | ------------- | ----------------- | ---- | ------ |
| 1.   | 7   | Carlos Reutemann | Brabham-Ford  | 1 h 41 min 14,1 s | 10.  | 9      |
| 2.   | 21  | Jacques Laffite  | Williams-Ford | + 1 min 37,7 s    | 15.  | 6      |
| 3.   | 12  | Niki Lauda       | Ferrari       | + 2 min 23,3 s    | 1.   | 4      |
| 4.   | 16  | Tom Pryce        | Shadow-Ford   | + 3 min 31,4 s    | 16.  | 3      |
| 5.   | 22  | Alan Jones       | Hill-Ford     | + 3 min 50,3 s    | 20.  | 2      |
| 6.   | 19  | Gijs van Lennep  | Ensign-Ford   | + 5 min 5,5 s     | 23.  | 1      |

| Poz. | Br. | Vozač              | Konstruktor  | Vrijeme         | Grid | Bodovi |
| ---- | --- | ------------------ | ------------ | --------------- | ---- | ------ |
| 1.   | 9   | Vittorio Brambilla | March-Ford   | 57 min 56,69 s  | 8.   | 4,5    |
| 2.   | 24  | James Hunt         | Hesketh-Ford | + 27,03 s       | 2.   | 3      |
| 3.   | 16  | Tom Pryce          | Shadow-Ford  | + 34,85 s       | 15.  | 2      |
| 4.   | 2   | Jochen Mass        | McLaren-Ford | + 1 min 12,66 s | 9.   | 1,5    |
| 5.   | 5   | Ronnie Peterson    | Lotus-Ford   | + 1 min 23,33 s | 13.  | 1      |
| 6.   | 12  | Niki Lauda         | Ferrari      | + 1 min 30,28 s | 1.   | 0,5    |

| Poz. | Br. | Vozač              | Konstruktor  | Vrijeme           | Grid | Bodovi |
| ---- | --- | ------------------ | ------------ | ----------------- | ---- | ------ |
| 1.   | 11  | Clay Regazzoni     | Ferrari      | 1 h 22 min 42,6 s | 2.   | 9      |
| 2.   | 12  | Niki Lauda         | Ferrari      | + 16,6 s          | 1.   | 6      |
| 3.   | 1   | Emerson Fittipaldi | McLaren-Ford | + 23,2 s          | 3.   | 4      |
| 4.   | 7   | Carlos Reutemann   | Brabham-Ford | + 55,1 s          | 7.   | 3      |
| 5.   | 24  | James Hunt         | Hesketh-Ford | + 57,1 s          | 8.   | 2      |
| 6.   | 16  | Tom Pryce          | Shadow-Ford  | + 1 min 15,9 s    | 14.  | 1      |

| Poz. | Br. | Vozač              | Konstruktor  | Vrijeme             | Grid | Bodovi |
| ---- | --- | ------------------ | ------------ | ------------------- | ---- | ------ |
| 1.   | 12  | Niki Lauda         | Ferrari      | 1 h 42 min 58,175 s | 1.   | 9      |
| 2.   | 1   | Emerson Fittipaldi | McLaren-Ford | + 4,943 s           | 2.   | 6      |
| 3.   | 2   | Jochen Mass        | McLaren-Ford | + 47,637 s          | 9.   | 4      |
| 4.   | 24  | James Hunt         | Hesketh-Ford | + 49,475 s          | 15.  | 3      |
| 5.   | 5   | Ronnie Peterson    | Lotus-Ford   | + 49,986 s          | 14.  | 2      |
| 6.   | 3   | Jody Scheckter     | Tyrrell-Ford | + 50,321 s          | 10.  | 1      |

## Poredak

### Vozači
| Mjesto | Vozač              | Bodovi |   |   |   |     |   |   |   |   |   |   |   |     |   |   |
| ------ | ------------------ | ------ | - | - | - | --- | - | - | - | - | - | - | - | --- | - | - |
| 1.     | Niki Lauda         | 64,5   | 1 | 2 | 2 | –   | 9 | 9 | 9 | 6 | 9 | – | 4 | 0,5 | 4 | 9 |
| 2.     | Emerson Fittipaldi | 45     | 9 | 6 | – |     | 6 | – | – | – | 3 | 9 | – | –   | 6 | 6 |
| 3.     | Carlos Reutemann   | 37     | 4 | – | 6 | 2   | – | 4 | 6 | 3 | – | – | 9 | –   | 3 | – |
| 4.     | James Hunt         | 33     | 6 | 1 | – | –   | – | – | – | 9 | 6 | 3 | – | 3   | 2 | 3 |
| 5.     | Clay Regazzoni     | 25     | 3 | 3 | – | –   | – | 2 | 4 | 4 | – | – | – | –   | 9 | – |
| 6.     | Carlos Pace        | 24     | – | 9 | 3 | –   | 4 | – | – | 2 | – | 6 | – | –   | – | – |
| 7.     | Jody Scheckter     | 20     | – | – | 9 | –   | – | 6 | – | – | – | 4 | – | –   | – | 1 |
| 8.     | Jochen Mass        | 20     | – | 4 | 1 | 4,5 | 1 | – | – | – | 4 | – | – | 1,5 | – | 4 |
| 9.     | Patrick Depailler  | 12     | 2 | – | 4 | –   | 2 | 3 | – | – | 1 | – | – | –   | – | – |
| 10.    | Tom Pryce          | 8      | – | – | – | –   | – | 1 | – | 1 | – | – | 3 | 2   | 1 | – |
| 11.    | Vittorio Brambilla | 6,5    | – | – | – | 1   | – | – | – | – | – | 1 | – | 4,5 | – | – |
| 12.    | Jacques Laffite    | 6      | – | – | – |     | – | – |   | – | – | – | 6 | –   | – | – |
| 13.    | Ronnie Peterson    | 6      | – | – | – | –   | 3 | – | – | – | – | – | – | 1   | – | 2 |
| 14.    | Mario Andretti     | 5      | – | – | – | –   | – |   | 3 |   | 2 | – | – | –   | – | – |
| 15.    | Mark Donohue       | 4      | – | – | – | –   | – | – | 2 | – | – | 2 | – |     |   |   |
| 16.    | Jacky Ickx         | 3      | – | – | – | 3   | – | – | – | – | – |   |   |     |   |   |
| 17.    | Alan Jones         | 2      |   |   |   | –   | – | – | – | – | – | – | 2 |     |   |   |
| 18.    | Jean-Pierre Jarier | 1,5    | – | – | – | 1,5 | – | – | – | – | – | – | – | –   | – | – |
| 19.    | Tony Brise         | 1      |   |   |   | –   |   | – | 1 | – | – | – | – | –   | – | – |
| 20.    | Gijs van Lennep    | 1      |   |   |   |     |   |   | – | – | – | – | 1 |     |   |   |
| 21.    | Lella Lombardi     | 0,5    |   |   | – | 0,5 | – | – | – | – | – | – | – | –   | – | – |
| Mjesto | Vozač              | Bodovi |   |   |   |     |   |   |   |   |   |   |   |     |   |   |

| Boja | Značenje                                                                 |
| ---- | ------------------------------------------------------------------------ |
| 5    | Osvojeni bodovi koji su se računali za prvenstvo vozača / konstruktora   |
| 5    | Osvojeni bodovi koji se nisu računali za prvenstvo vozača / konstruktora |
| –    | Vozač / konstruktor nije osvojio bodove u utrci                          |
|      | Vozač / konstruktor nije nastupao na utrci                               |

### Konstruktori
| Mjesto | Konstruktor   | Bodovi |   |   |   |     |   |   |   |   |   |   |   |     |   |   |
| ------ | ------------- | ------ | - | - | - | --- | - | - | - | - | - | - | - | --- | - | - |
| 1.     | Ferrari       | 72,5   | 3 | 3 | 2 | –   | 9 | 9 | 9 | 6 | 9 | – | 4 | 0,5 | 9 | 9 |
| 2.     | Brabham-Ford  | 54     | 4 | 9 | 6 | 2   | 4 | 4 | 6 | 3 | – | 6 | 9 | –   | 3 | – |
| 3.     | McLaren-Ford  | 53     | 9 | 6 | 1 | 4,5 | 6 | – | – | – | 4 | 9 | – | 1,5 | 6 | 6 |
| 4.     | Hesketh-Ford  | 33     | 6 | 1 | – | –   | – | – | – | 9 | 6 | 3 | – | 3   | 2 | 3 |
| 5.     | Tyrrell-Ford  | 25     | 2 | – | 9 | –   | 2 | 6 | – | – | 1 | 4 | – | –   | – | 1 |
| 6.     | Shadow-Ford   | 9,5    | – | – | – | 1,5 | – | 1 | – | 1 | – | – | 3 | 2   | 1 | – |
| 7.     | Lotus-Ford    | 9      | – | – | – | 3   | 3 | – | – | – | – | – | – | 1   | – | 2 |
| 8.     | March-Ford    | 7,5    | – | – | – | 1   | – | – | – | – | – | 2 | – | 4,5 | – | – |
| 9.     | Williams-Ford | 6      | – | – | – | –   | – | – | – | – | – | – | 6 | –   | – | – |
| 10.    | Parnelli-Ford | 5      | – | – | – | –   | – |   | 3 |   | 2 | – | – | –   | – | – |
| 11.    | Hill-Ford     | 3      |   |   |   | –   | – | – | 1 | – | – | – | 2 | –   | – | – |
| 12.    | Penske-Ford   | 2      | – | – | – | –   | – | – | 2 | – | – |   |   |     |   | – |
| 13.    | Ensign-Ford   | 1      |   |   |   | –   | – | – | – | – | – | – | 1 | –   | – | – |
| Mjesto | Konstruktor   | Bodovi |   |   |   |     |   |   |   |   |   |   |   |     |   |   |

- Brabham-Ford je osvojio ukupno 56 bodova, ali samo 54 boda osvojena u 14 najboljih utrka (6 najboljih rezultata u prvih 7 utrka i 6 najboljih rezultata u posljednjih 7 utrka) su se računala za prvenstvo konstruktora.

## Statistike
| Vozač              | Postolja  | Postolja  | Postolja  | Prvo startno mjesto | Najbrži krug | Krugovi u vodstvu |
| Vozač              | 1. mjesto | 2. mjesto | 3. mjesto | Prvo startno mjesto | Najbrži krug | Krugovi u vodstvu |
| ------------------ | --------- | --------- | --------- | ------------------- | ------------ | ----------------- |
| Niki Lauda         | 5         | 1         | 2         | 9                   | 2            | 298               |
| Emerson Fittipaldi | 2         | 4         | -         | -                   | 1            | 33                |
| James Hunt         | 1         | 3         | -         | -                   | 1            | 88                |
| Carlos Reutemann   | 1         | 2         | 3         | -                   | -            | 88                |
| Carlos Pace        | 1         | 1         | 1         | 1                   | 1            | 31                |
| Jody Scheckter     | 1         | 1         | 1         | -                   | -            | 83                |
| Jochen Mass        | 1         | -         | 3         | -                   | 1            | 3                 |
| Clay Regazzoni     | 1         | -         | 2         | -                   | 4            | 60                |
| Vittorio Brambilla | 1         | -         | -         | 1                   | 1            | 28                |
| Jacky Ickx         | -         | 1         | -         | -                   | -            | 1                 |
| Jacques Laffite    | -         | 1         | -         | -                   | -            | -                 |
| Tom Pryce          | -         | -         | 1         | 1                   | -            | 2                 |
| Patrick Depailler  | -         | -         | 1         | -                   | 1            | -                 |
| Jean-Pierre Jarier | -         | -         | -         | 2                   | 1            | 30                |
| Mario Andretti     | -         | -         | -         | -                   | 1            | 10                |
| Rolf Stommelen     | -         | -         | -         | -                   | -            | 8                 |
| Ronnie Peterson    | -         | -         | -         | -                   | -            | 1                 |

| Konstruktor   | Postolja  | Postolja  | Postolja  | Prvo startno mjesto | Najbrži krug | Krugovi u vodstvu |
| Konstruktor   | 1. mjesto | 2. mjesto | 3. mjesto | Prvo startno mjesto | Najbrži krug | Krugovi u vodstvu |
| ------------- | --------- | --------- | --------- | ------------------- | ------------ | ----------------- |
| Ferrari       | 6         | 1         | 4         | 9                   | 6            | 358               |
| McLaren-Ford  | 3         | 4         | 3         | -                   | 2            | 36                |
| Brabham-Ford  | 2         | 3         | 4         | 1                   | 1            | 119               |
| Tyrrell-Ford  | 1         | 1         | 2         | -                   | 1            | 83                |
| Hesketh-Ford  | 1         | 3         | -         | -                   | 1            | 88                |
| March-Ford    | 1         | -         | -         | 1                   | 1            | 28                |
| Lotus-Ford    | -         | 1         | -         | -                   | -            | 2                 |
| Williams-Ford | -         | 1         | -         | -                   | -            | -                 |
| Shadow-Ford   | -         | -         | 1         | 3                   | 1            | 32                |
| Parnelli-Ford | -         | -         | -         | -                   | 1            | 10                |
| Hill-Ford     | -         | -         | -         | -                   | -            | 8                 |

### Vodeći vozač i konstruktor u prvenstvu
U rubrici bodovi, prikazana je bodovna prednost vodećeg vozača / konstruktora ispred drugoplasiranog, dok je žutom bojom označena utrka na kojoj je vozač / konstruktor osvojio naslov prvaka.
| Utrka               | Vozač              | Bodovi |
| ------------------- | ------------------ | ------ |
| VN Argentine        | Emerson Fittipaldi | 3      |
| VN Brazila          | Emerson Fittipaldi | 6      |
| VN Južne Afrike     | Emerson Fittipaldi | 3      |
| VN Španjolske       | Emerson Fittipaldi | 3      |
| VN Monaka           | Emerson Fittipaldi | 5      |
| VN Belgije          | Niki Lauda         | 2      |
| VN Švedske          | Niki Lauda         | 10     |
| VN Nizozemske       | Niki Lauda         | 13     |
| VN Francuske        | Niki Lauda         | 22     |
| VN Velike Britanije | Niki Lauda         | 14     |
| VN Njemačke         | Niki Lauda         | 17     |
| VN Austrije         | Niki Lauda         | 17,5   |
| VN Italije          | Niki Lauda         | 16,5   |
| VN SAD              | Niki Lauda         | 19,5   |

| Utrka               | Konstruktor  | Bodovi |
| ------------------- | ------------ | ------ |
| VN Argentine        | McLaren-Ford | 3      |
| VN Brazila          | McLaren-Ford | 2      |
| VN Južne Afrike     | Brabham-Ford | 3      |
| VN Španjolske       | Brabham-Ford | 0,5    |
| VN Monaka           | McLaren-Ford | 1,5    |
| VN Belgije          | Brabham-Ford | 2,5    |
| VN Švedske          | Ferrari      | 0      |
| VN Nizozemske       | Ferrari      | 5      |
| VN Francuske        | Ferrari      | 14     |
| VN Velike Britanije | Ferrari      | 8      |
| VN Njemačke         | Ferrari      | 3      |
| VN Austrije         | Ferrari      | 3,5    |
| VN Italije          | Ferrari      | 9,5    |
| VN SAD              | Ferrari      | 18,5   |